# Клепгем-коммон (станція метро)
51°27′43″ пн. ш. 0°08′18″ зх. д. / 51.46180693° пн. ш. 0.138329114° зх. д.
Клепгем-коммон (англ. Clapham Common) — станція Північної лінії Лондонського метрополітену, розташована у районі Клепгем, у 2-й тарифній зоні. В 2018 році пасажирообіг станції — 9.75 млн осіб

## Історія
- 3 червня 1900: відкриття станції як кінцевої у складі City & South London Railway (C&SLR)[4]
- 29 листопада 1923: закриття для модернизації[5]
- 1 грудня 1924: подруге відкриття станції
- 13 вересня 1926: лінію продовжено, станція вже не є кінцевою

## Пересадки
- на автобуси London Buses маршрутів: 35, 37, 50, 88, 137, 155, 249, 322, 345, 417, 690, та нічні мвршрути N137, N155.[6][7]